# Torfbahn (Erdinger Moos)
| Torfbahn (Erdinger Moos) | Torfbahn (Erdinger Moos) |
| ------------------------ | ------------------------ |
| Streckenlänge:           | 13 km                    |
| Spurweite:               | 760 mm (Bosnische Spur)  |
|                          |                          |

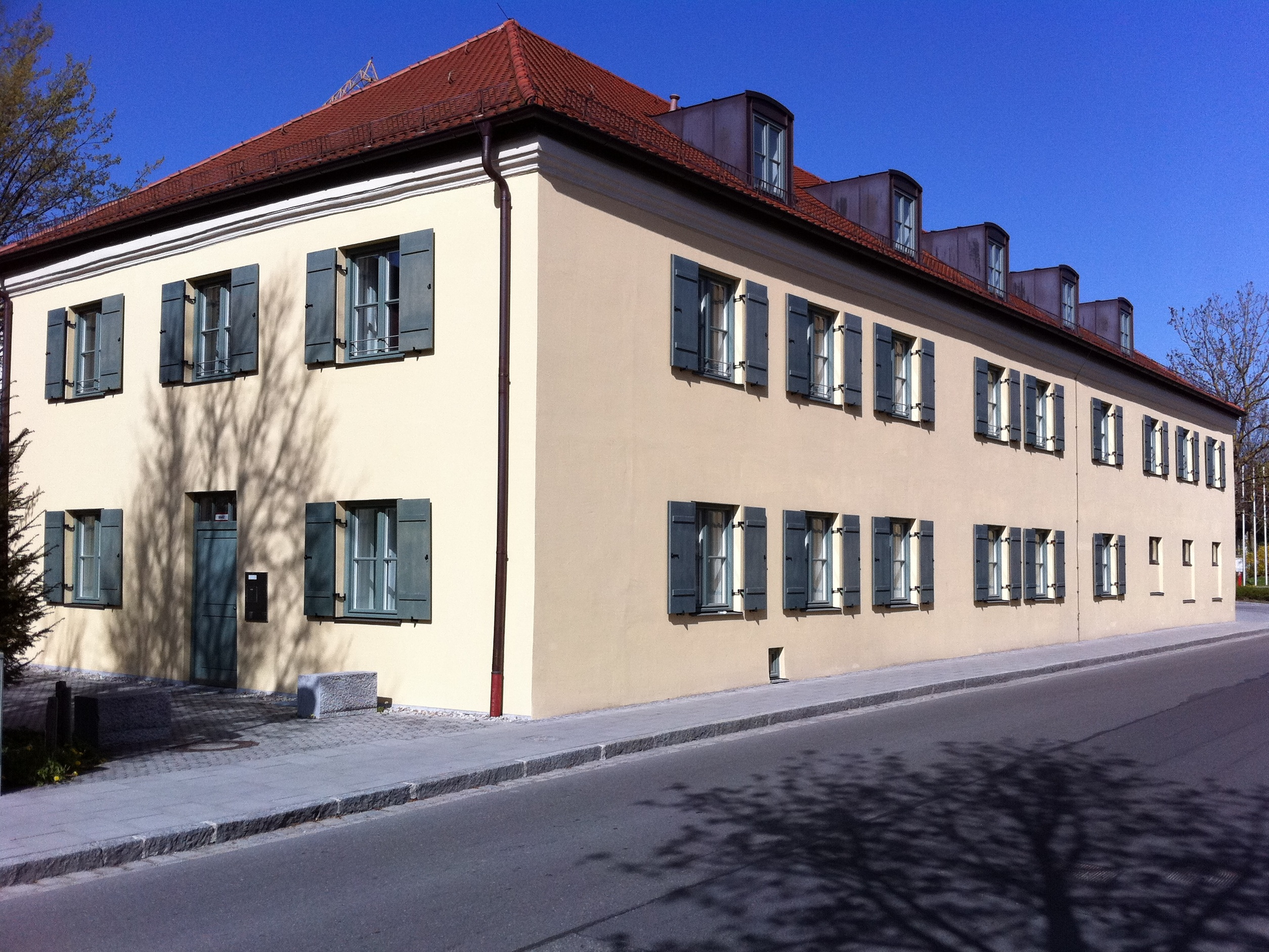
Der ehemalige Torfbahnhof in Ismaning

Die Torfbahn war eine Bahnstrecke, die von Ismaning nach Gut Zengermoos im Erdinger Moos führte.
1896 wurde auf Veranlassung des Gutsbesitzers Johann Michael Ritter von Poschinger die rund 13 Kilometer lange, eingleisige Torfbahn mit 760-mm-Spur (Bosnische Spurweite) vom Schlossgut in Ismaning zu den Moosgütern Zengermoos und Karlshof im Erdinger Moos eröffnet, mit der im Moos abgebauter Torf und Kies für den Straßenbau, Personen und Lebensmittel transportiert wurden. Sie wurde zunächst mit einer Feldlokomotive von Krauss (Nr. 3294) und seit 1902 mit einer weiteren Lokomotive von Maffei betrieben. Heute befindet sich die 1979 errichtete Realschule auf dem Gelände des Torfbahnhofs. Das fälschlich oft als „Torfbahnhof“ bezeichnete Ökonomiegebäude des Schlosses Ismaning war nie der Bahnhof der Torfbahn.
1909 erfolgte der Anschluss an die neueröffnete Sekundärbahn München-Ost-Ismaning (Krautexpress, heute Teil der Bahnstrecke München Ost–München Flughafen). Die Einrichtungen der Torfbahn, darunter auch eine Lokomotive, wurden zu Ende des Zweiten Weltkriegs als Bockerlbahn zur Trümmerbeseitigung in München eingesetzt.
Auf der Topographischen Karte 7736 Ismaning aus dem Jahr 1960 sind, insbesondere nördlich des Guts Zengermoos, noch Reste der Torfbahn erkennbar.